# الطرفاية
الطرفاية هي إحدى واحات ولاية قبلي وتتبع إداريا معتمدية دوز الجنوبية. ويتمثل الإنتاج الرئيسي لهذه الواحة في تمور الدقلة.